# Nørresundby Bank
Nørresundby Bank A/S var en dansk lokalbank med hovedsæde i Nørresundby. Banken fusionerede med Nordjyske Bank den 1. april 2015.  
Banken havde inden sammenlægningen 13 afdelinger i og omkring Aalborg og ca. 65.000 kunder (2012). Nørresundby Bank blev stiftet 29. december 1897 som Banken for Nørresundby og Omegn og første afdeling åbnede 3. juni 1898.
Den 10. oktober 2014 offentliggjorde bestyrelsen, at der var indgået aftale med bestyrelsen i Nordjyske Bank om en fusion af de to pengeinstitutter under navnet Nordbank A/S med Nordjyske Bank som fortsættende selskab. Fusionen var dog betinget af aktionærernes godkendelse, og da hovedaktionæren i Nørresundby Bank, Spar Nord, ikke støttede fusionsplanerne, blev disse midlertidigt sat i bero i november 2014. Efter skrinlæggelsen af fusionsplanerne har Spar Nord givet købstilbud på Nørresundby Bank.  Fusionen faldt dog på plads den 1. april 2015. 

## Historie
Den 29. december 1897 blev Aktieselskabet Banken for Nørresundby og Omegn stiftet af en gruppe borgere i Nørresundby.
Den 3. juni 1898 åbnede banken dørene for første gang på Torvet i Nørresundby. I 1975 Blev det officielle navn ændret til Nørresundby Bank.
Triskelen

I 1967 valgte Nørresundby Bank Triskelen som bomærke. Begrundelsen herfor var dels, at det er et gammelt vikingesymbol, som har rødder i lokalsamfundet. Det kan f.eks. ses på Vikingemuseet Lindholm Høje i Nørresundby. Dels symboliserer triskelens mønster den uendelige treeninghed styrke, mod og udholdenhed.

## Ledelse
Direktion 2013

- Andreas Rasmussen, bankdirektør
- Finn Øst Andersson, bankdirektør

Bestyrelse 2013

- Mads Hvolby, formand
- Poul Søe Jeppesen, næstformand
- Kresten Skjødt
- John Chr. Aasted
- Bo Bojer, valgt af medarbejderne
- Helle Rørbæk Juul Lynge, valgt af medarbejderne